# 兵庫県立有馬富士公園

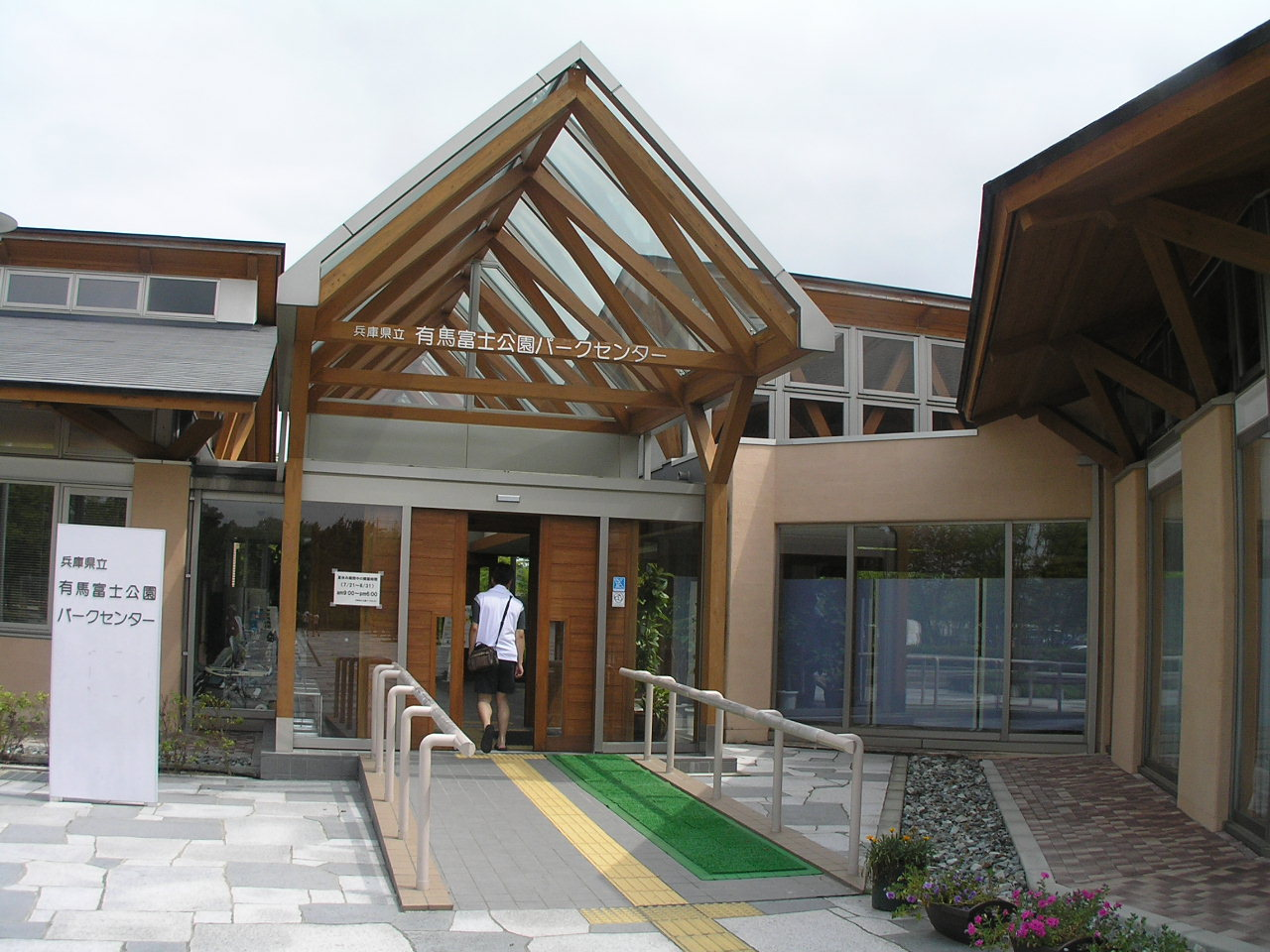
有馬富士公園パークセンター

兵庫県立有馬富士公園（ひょうごけんりつありまふじこうえん）は、兵庫県三田市にある都市公園法（昭和31年法律第79号）に基づき2001年に設置された兵庫県立の広域都市公園で、有馬富士、千丈寺湖、福島大池など、地域の豊かな自然環境を活かしてつくられた兵庫県内では最大の都市公園である。

## 概要
阪神間の広域、多様化するレクリエーション需要にこたえる目的で2001年（平成13年）に開園。公益財団法人 兵庫県園芸・公園協会による管理。三田市、人と自然の博物館、三田市教育委員会、兵庫県園芸・公園協会によって構成される「有馬富士公園運営・計画協議会」が設置され「みんなでつくるふるさと公園」をテーマに、兵庫県民とのパートナーシップによる公園づくりを行っているのが特徴。特に日本有数の自然・環境系博物館である兵庫県立人と自然の博物館による運営・計画への参画により、充実したプログラムが展開されている。
自然体験や生物の観察ができる棚田、鳥の道、林・水辺・草地の生態園やかやぶき民家が置かれる。開園後に整備が進み、2005年4月には三田の民話に基づく創作遊具施設である「あそびの王国」が完成、2007年5月には「休養ゾーン」が開園、2009年3月には第1期区域全体が開園した。

### 公園ゾーニング
園内は、施設内容等により3つのゾーンに区分されている。
- 出合いのゾーン ： 71.2ha、公園管理事務所(パークセンター)、自然学習センター、あそびの王国、かやぶき民家、棚田、水辺の生態園、普通車 674 台、大型車 10 台
- 休養ゾーン： 13.5ha、大芝生広場、風のミュージアム、普通車 151 台
- 山のゾーン： 93.5ha、園路、自然樹林

## 沿革
- 1985年（昭和60年） - 福島大池を含めた修景整備
- 2001年（平成13年）4月 - 県立有馬富士公園として開園[1]
- 2005年（平成17年）4月 - あそびの王国オープン
- 2005年（平成17年）10月 - 第29回全国育樹祭のメイン会場となり、皇太子を迎えて記念式典が開催[4][5]
- 2006年（平成18年）11月 - 共生センターオープン
- 2007年（平成19年）5月 - 休養ゾーンオープン
- 2009年（平成21年）3月 - 第1期区域全体（175.2ha）が開園
- 2014年（平成26年）6月21日 - 休養ゾーンに「新宮 晋 風のミュージアム」がオープン
- 2015年（平成27年）12月18日 - 生物多様性保全上重要な里地里山500箇所に選定される[6]
- 2016年（平成28年）7月1日- 園内に自生するナツツバキ個体群と群生地が市の天然記念物に指定される[7]

## 主な施設
- パークセンター
  - 多目的ホール
  - 会議室（大・中）
- 遊びの王国
- 生態園・棚田・里山

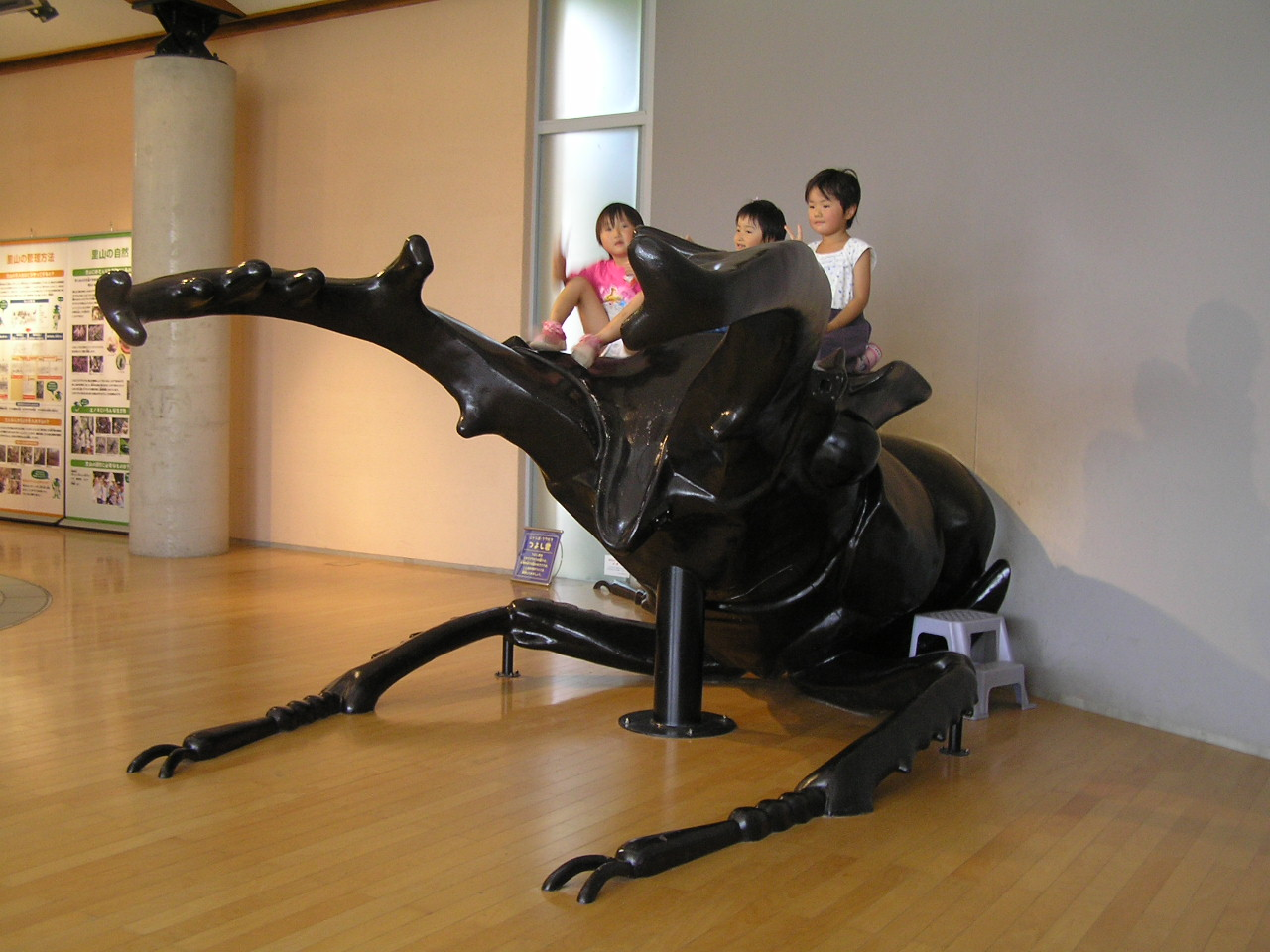
キッピー山のラボ内 ジャンボクワガタ つよしくん

- キッピー山のラボ（三田市有馬富士自然学習センター）　など

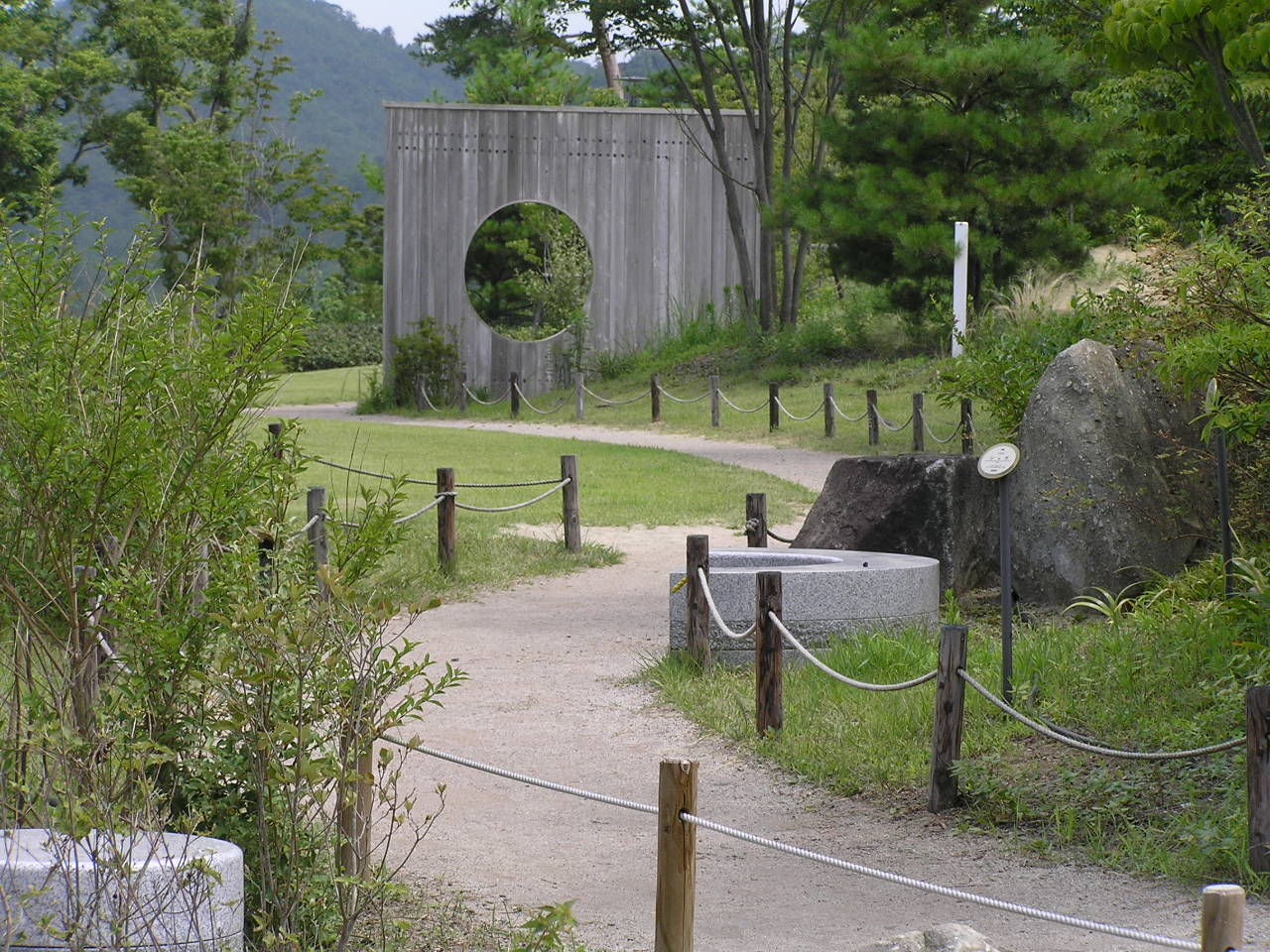
園内遊歩道
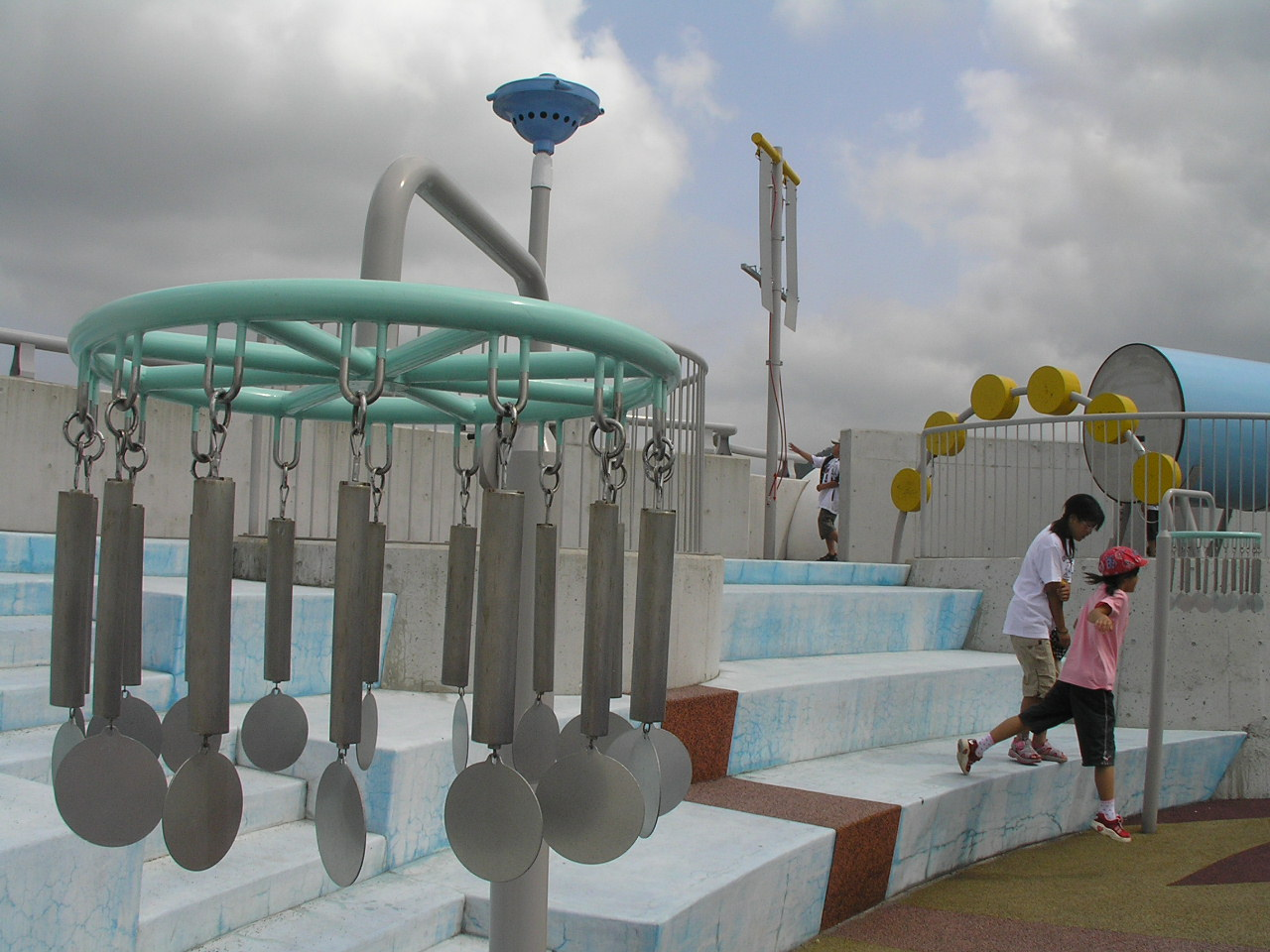
公園内遊具
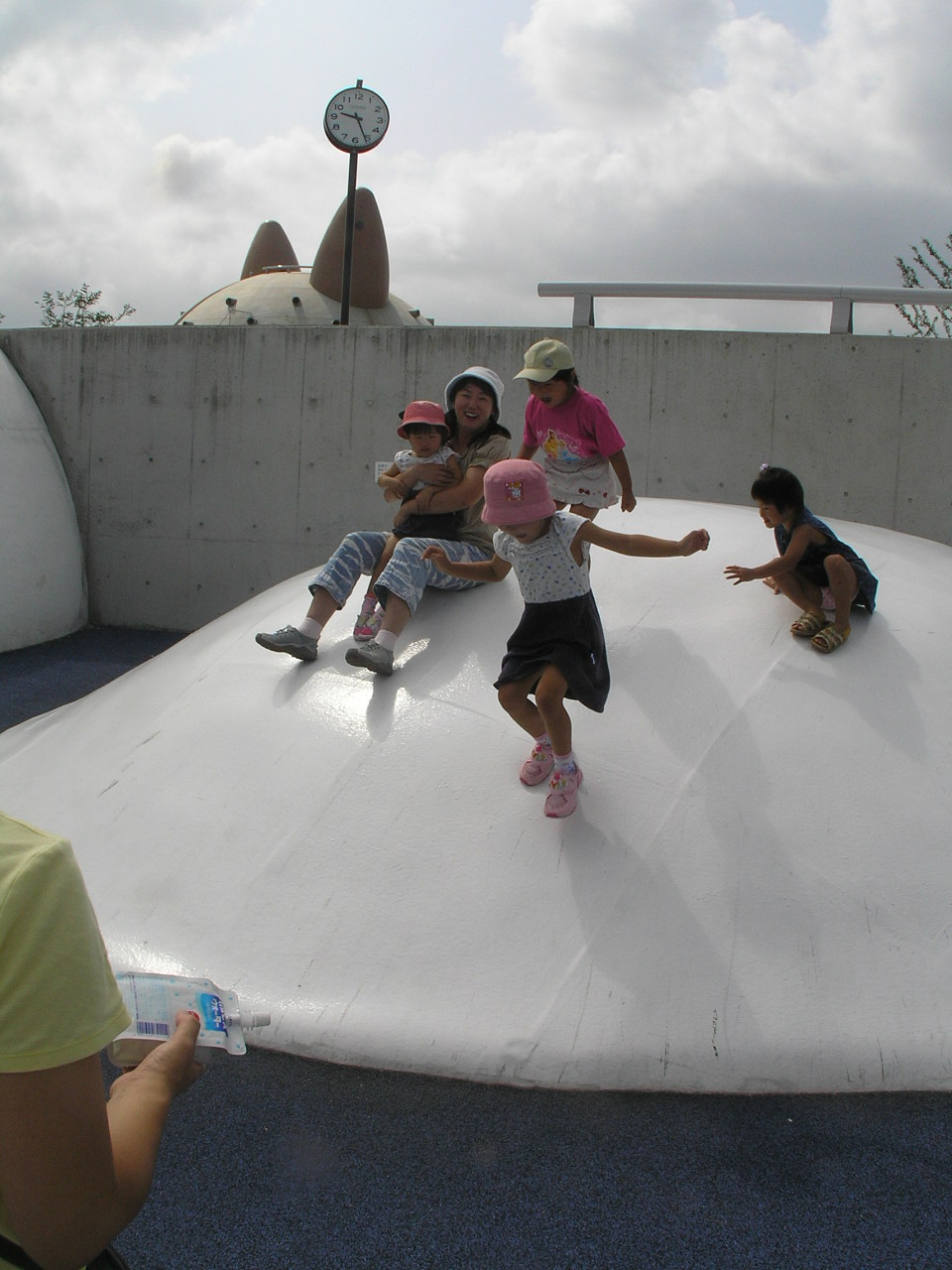
公園内遊具
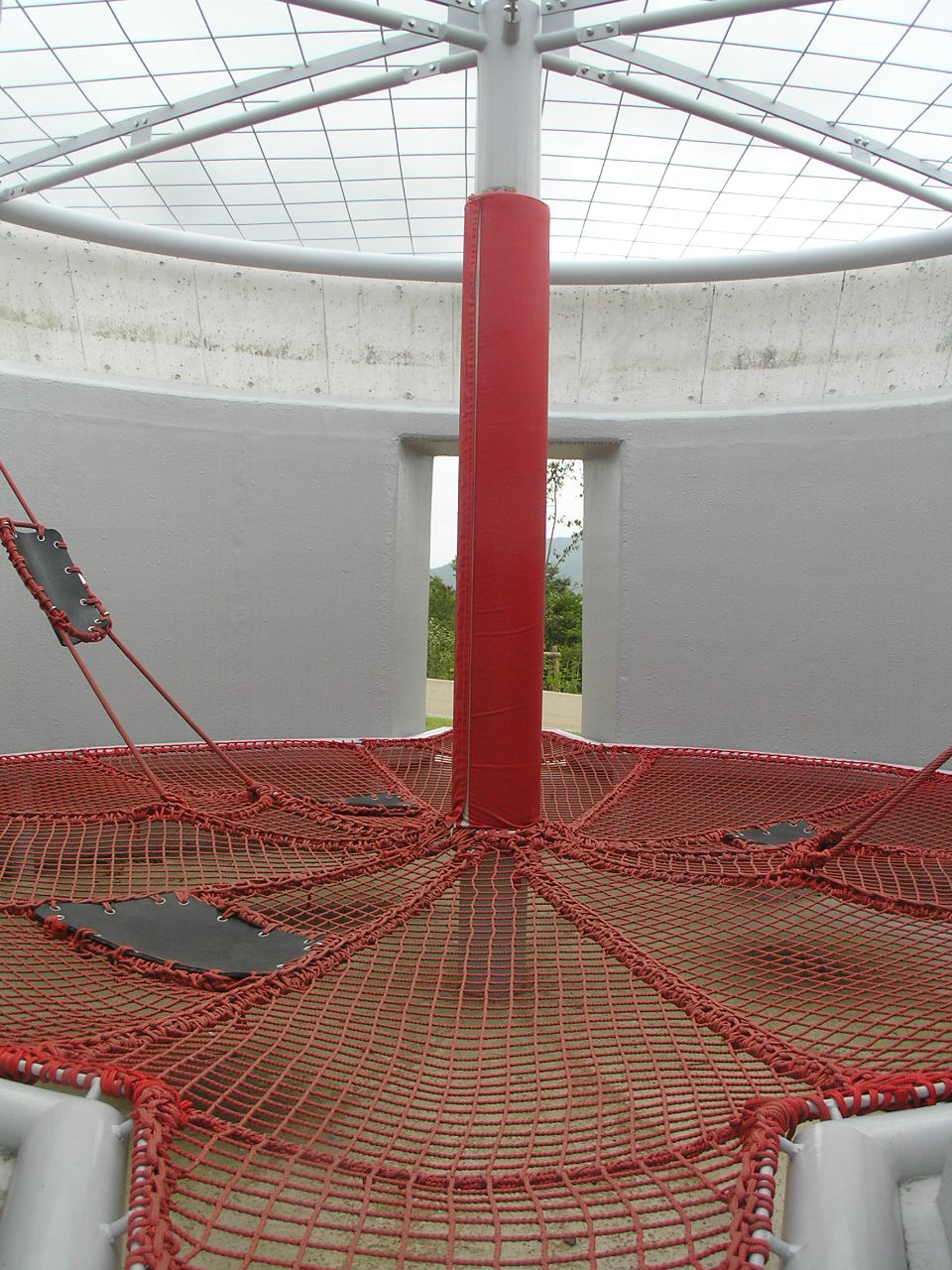
公園内遊具

## 所在地
- 兵庫県三田市福島1091-2[1]